# むぎ (猫)
むぎ(猫) （むぎかっこねこ）は日本のシンガーソングライター。主に木琴を演奏する。東京生まれ、沖縄県うるま市在住。

## 略歴
1997年7月、東京生まれ。
2002年、カイヌシ(ゆうさくちゃん)と共にカイヌシの地元である沖縄へ移り住み、2009年1月病気のため永眠。
カイヌシがシンガーソングライターのジョン (犬)から、むぎを蘇らせるヒントをもらって新しい体を作り、5年間の天国暮らしの後、2014年3月に再びこの世に舞い戻った「天国帰りのネコ」。
なお、生き返る代償として天国に肉球を置いてきている。
名前の由来は、カイヌシのニックネームが「コメ」だったため。また、カイヌシが気に入っている漫画『はだしのゲン』に登場する「麦は踏まれて強くなるんだ」の名ゼリフにも由来する。
よみがえった当初は音楽をするつもりはなく、街中を散歩したり握手会をしている様子などをTwitterにアップしていたところ、猫関係イベント出演のオファーがあり、音大出身のカイヌシの協力を得て初めての音楽ライブを行った。このライブ以降、言葉を話せるようになる。
その後、各地の音楽イベントに出演。2017年には猫界初となる「フジロックフェスティバル」に出演を果たし、その後も「ライジング・サン・ロックフェスティバル」、「WILD BUNCH FEST.」等多数のイベントに出演。
音楽イベントに留まらず、セレクトショップ“BEAMS”にて『むぎ(猫)展 TOKYO CULTUART by BEAMS』を2018年、2019年に開催している。
2017年10月よりSPEEDSTAR MUSICに所属。
2019年3月20日、SPEEDSTAR RECORDSからアルバム「君に会いに」でメジャーデビュー。同年6月～7月に初の全国ツアー『むぎ(猫)TOUR～君に会いに～』を名古屋TOKUZOを皮切りに9ヶ所で開催した。
2019年4月2日より、エフエム沖縄の「blank.」にて、火曜日パーソナリティを担当。
決めポーズは「あっちょ☆」
好物は肉まんとかるかん（まんじゅう）
足のサイズは32cm。
公式ファンクラブは「ハチワレ天国」で、ファンの愛称は「天国民」。
2025年2月12日、公式サイトにて同年3月末で活動休止することを発表した。カイヌシゆうさくは音楽活動を続けるとのこと。

## 音楽

### 曲作り
楽曲すべての作詞作曲を手がけ、ピアノ、木琴、ドラムや打ち込みをカイヌシとの共同作業により自宅録音でレコーディングしている。そのジャンルはポップス、ロック、ラテン、ヒップホップ、テクノ等、幅広い。
聴いた瞬間に意味が分かるようなシンプルな言葉や伝わりやすい語順を意識している。言葉遊びを使った作詞も多い。
ギター等の弦楽器は毛が挟まりミュートするため演奏できない。難しいギターソロはカイヌシも弾けないため、音楽仲間のサトシちゃん（新垣智）に依頼している。サトシちゃんは役者として本人の自主制作ムービーにも出演。
なお、『君に会いに』ツアー沖縄公演では、「替え歌ゲーム」上映後に観客席にいたサトシちゃんをステージに招き、客からお題を募り即興で替え歌を2人で披露した。

### ライブパフォーマンス
カラオケで伴奏音源を流して歌いながら踊り、楽器（主に木琴、曲によってグロッケンやエイサー太鼓等）を演奏する。
ぬいぐるみや手作りの小道具を使ったひとり芝居とMCによって曲の世界観を膨らませ、単なる音楽ライブではなくエンターテイメント溢れるショースタイルを作り上げている。
ステージ登場曲には、原マスミの「千年にひとり」が使用されることが多い。
ワンマンライブなど長時間のパフォーマンスは体力的に厳しいため、休憩を兼ねて曲間に自主制作のショートムービーを上映する。
曲の合間に息切れしたり、水分補給のために麦茶を飲む様子も見どころのひとつ。

## エピソード

### 差し入れについて
本人が食べきれない量の差し入れを受けた際、差し入れ者の気持ちが無駄になってしまうと考えたことから、以後は食べ物の差し入れを受け取らず、代わりに現金のみを受け付けている。
この差し入れのお金はすべて沖縄県内の動物保護団体に寄付している。各動物保護団体への振り分けはTSUNAGUOKINAWA（つなぐおきなわ）に依頼。
預かった現金は本人公式X(旧ツイッター）上で報告され、TSUNAGUOKINAWAのFacebook上でも確認できる。

### エゴサーチ
X（旧Twitter）のエゴサーチを得意とする。座右の銘は「地獄の底までエゴサーチ」。タグ付けせず、本文に「むぎ(猫)」の文字が入っていなくても「いいね」やリツイートされる。

### ショルダーバッグの中身
身に付けているショルダーバッグには、ひとり芝居で使う小道具や、ライブ中にお手伝いした観客にお礼として渡すグッズなどが入っている。

### その他
ライブやイベント出演で沖縄県外に出ることを「出張」と言っている。
バナナとパクチーが苦手。フーチバーは食べられる。
2024年2月現在、腸活続行中で、15kg以上痩せた（本人談）。

## ディスコグラフィー

### アルバム

#### インディーズ時代
| 発売日        | タイトル         | 規格品番 | 収録曲 |
| ------------- | ---------------- | -------- | --- |
| 2017年6月24日 | 天国かもしれない | TGMG-001 | 1. はじまりはじまり -Instrumental- 2. 天国帰り 3. むぎラップ 4. アガってく音頭 5. 友達は食べちゃダメ 6. ネコ会議 7. アコギなショーバイ 8. AとBと 9. HO・N・NO 10. ラーニンラーニン 11. 履いてくノロジー 12. 天国かもしれない 13. どんなふうに 14. ゆめ -Instrumental- |

#### メジャーデビュー以降
|        | 発売日        | タイトル          | 規格品番 | 収録曲 | 備考              |
| ------ | ------------- | ----------------- | --- | --- | ----------------- |
| 1st    | 2019年3月20日 | 君に会いに        | VIZL-1547:初回限定盤(CD+DVD) VICL-65132:通常盤(CD)                                                             | 1. 木の下で -instrumental- 2. 君に会いに 3. 猫と学校 4. 夢から醒めた夢 5. 無視できない虫 6. ギフテッド 7. CとDと 8. るすばん天国 9. 四輪駆動の飛び出し坊や 10. 流れ星 11. ちいさなうた 12. 小さな庭 -instrumental- | オリコン最高63位  |
| 1st EP | 2019年12月4日 | ねっこほって e.p. | VIZL-1666:初回限定盤(CD+DVD+マスコットキーホルダー) VICL-65266:通常盤(CD)                                      | 1. ねっこほって 2. クリスマスに何します? 3. ミラクルバウムクーヘンアドベンチャー feat.DJみそしるとMCごはん 4. My Favorite Towel 5. 三億年後に会いましょう 6. ねっこほって(カラオケ)                                | オリコン最高91位  |
| 2nd EP | 2020年9月9日  | 窓辺の猫 e.p.     | VICL-65414:初回限定盤(特殊パッケージ仕様) VICL-65415:通常盤(CD)                                                | 1. 窓辺の猫 feat.つじあやの 2. かっこいいCOLOR 3. 赤い花 4. ネコジェラシー 5. Yes!入浴 | オリコン最高116位 |
| 2nd    | 2023年5月17日 | SONG OF LIFE      | VOSF-11930:ビクターオンラインストア限定盤(CD+GOODS:むぎ(猫)デザインオリジナルプレート皿) VICL-65818:通常盤(CD) | 1. song of life 2. 春のフラワー 3. フワフワスター 4. 夏の絵日記 5. 巣 6. 届かない夏 7. 秋のU.F.O. 8. 三拍子の誕生日 9. 冬の惑星 10. お邪魔されまSHOWのテーマ                                                       |                   |

### 配信限定シングル
| 発売日         | タイトル        | ミュージックビデオ                | 備考                                  |
| -------------- | --------------- | --------------------------------- | ------------------------------------- |
| 2022年3月23日  | 春のフラワー    | 『春のフラワー』MV - YouTube      | 歌うはるなつあきふゆプロジェクト第1弾 |
| 2022年8月3日   | 夏の絵日記      | 『夏の絵日記』MV - YouTube        | 歌うはるなつあきふゆプロジェクト第2弾 |
| 2022年10月19日 | 秋のU.F.O.      | 『秋のU.F.O.』MV - YouTube        | 歌うはるなつあきふゆプロジェクト第3弾 |
| 2023年1月4日   | だいすき パンダ | うた「だいすき パンダ」 - YouTube | つじあやの と むぎ(猫)                |
| 2023年2月15日  | 冬の惑星        | 『冬の惑星』MV - YouTube          | 歌うはるなつあきふゆプロジェクト第4弾 |
| 2023年4月26日  | song of life    | 『song of life』MV - YouTube      | 先行配信シングル                      |

### 参加作品
- Schroeder-Headz 『ゲスト・スイート』（2019年12月、VICL-65267）「Surface」にアレンジ、ピアノ以外の演奏、書き下ろしの詩の朗読、コーラスで参加

## タイアップ・テーマソング
- るすばん天国／むぎ（猫）. アニマックス. 9 November 2017. 2019年11月9日閲覧. - ANIMAX『うたのじかん』書き下ろし
- 出馬康成 (監督・脚本・プロデューサー)『ギフテッド　フリムンと乳売り女』（movie）出馬プロダクション、Japan、2018年。 - エンディング・テーマ「ギフテッド」
- タワーレコード那覇リウボウ店「NO OKINAWA, NO LIFE.」ポスター出演（2019年）
- フジテレビ系全国ネット「ジャンクSPORTS」- 2019年4月クールエンディングテーマ「君に会いに」
- がっち「むぎ 名前を呼べる幸せ」『ねこぱんち』第158号、少年画報社、2019年10月、ISBN 978-4-7859-6535-8。 - むぎとカイヌシの出会いからむぎ(猫)誕生までを漫画化
- NHK Eテレ 『ねこねこ日本史』 第4期エンディングテーマ「ねっこほって」[7][8]（2019年11月13日 - ）
- NHK Eテレ 『ねこねこ日本史』 第127話（2020年2月19日）に公家A役として、また第128話（2020年2月26日）に公家A・安田国継役としてゲスト出演。
- CSこども・アニメ専門チャンネル“キッズステーション”『うたのじかんライブ』の第1弾アーティストとして2020年6月6日から毎週1曲ずつ12曲を3ヶ月にわたって放映予定。それに先立ち、2020年3月27日より、YouTubeチャネル「ハピクラワールド」にて毎週1曲先行配信中。[9]
- 「秋のU.F.O.」 - 「相席食堂」エンディングテーマ（2022年10月4日 - ）

## CM
- 琉球銀行　保険会議シリーズにペット保険役として出演「どんなふうに」（2017年）
- ローソン沖縄　おでんCMソング「天国かもしれない」（2017年）
- ジェイウォーム（沖縄の求人サイト） CMキャラクターとして出演。CMソング「かっこいいCOLOR」（2020年4月3日 - ）[10]

## 動画

### ミュージックビデオ
| 公開日     | 監督        | 曲名                      | 備考                                   |
| ---------- | ----------- | ------------------------- | -------------------------------------- |
| 2015/03/12 |             | アガってく音頭            | 撮影機材：iPhone6plus 編集：iMovie     |
| 2015/03/15 |             | アガってく音頭(歌詞付き)  |                                        |
| 2017/11/10 | qmotri      | るすばん天国              | イラスト：田山結花                     |
| 2015/11/10 |             | AとBと                    |                                        |
| 2016/09/08 |             | どんなふうに              |                                        |
| 2017/06/24 |             | 天国かもしれない          |                                        |
| 2019/02/22 | 香取徹      | 君に会いに(short ver.)    |                                        |
| 2019/11/14 | アフガンRAY | ねっこほって              |                                        |
| 2020/09/08 |             | 窓辺の猫 feat. つじあやの | イラスト：むぎ(猫)                     |
| 2022/03/30 |             | 春のフラワー              | 歌うはるなつあきふゆプロジェクト第一弾 |
| 2022/08/03 |             | 夏の絵日記                | 歌うはるなつあきふゆプロジェクト第二弾 |
| 2022/10/19 |             | 秋のU.F.O.                | 歌うはるなつあきふゆプロジェクト第三弾 |
| 2023/02/15 |             | 冬の惑星                  | 歌うはるなつあきふゆプロジェクト第四弾 |
| 2023/04/26 |             | song of life              |                                        |

### その他
| 公開日     | タイトル                                                                                  |
| ---------- | ----------------------------------------------------------------------------------------- |
| 2014/05/06 | Mugi's First Shell Game                                                                   |
| 2014/10/27 | むぎ「天使ちゃん、おしえて」（石川さんとセッション）                                      |
| 2017/01/19 | りんご音楽祭 × lute：むぎ（猫）「どんなふうに」                                           |
| 2017/07/05 | 天国帰りのネコ(物語)                                                                      |
| 2017/10/08 | よくわかるネコサッカー解説                                                                |
| 2017/10/31 | 「今年のハロウィンはホントにホントにライオンだ！」の巻                                    |
| 2019/01/29 | ビクターロック祭り紹介動画                                                                |
| 2019/04/17 | みんな使ってね！むぎ(猫)×ニッパーコラボボトル♪                                            |
| 2019/08/20 | 替え歌ゲーム（“むぎ(猫)TOUR～君に会いに～”より）                                          |
| 2019/08/20 | 作ってパクパク（“むぎ(猫)TOUR～君に会いに～”より）                                        |
| 2019/08/20 | 作ってパクパク(続編)                                                                      |
| 2019/08/20 | 替え歌ゲーム〜カラオケ〜                                                                  |
| 2019/10/04 | 【むぎの学校】“むぎの学校” 始めます。                                                     |
| 2019/11/01 | 【むぎの学校 1限目】音楽って何？〜メロディ編〜                                            |
| 2019/11/08 | 【むぎの学校 2限目】音楽って何？〜ハーモニー編〜                                          |
| 2019/11/15 | 【むぎの学校 3限目】音楽って何？〜リズム編〜                                              |
| 2019/11/22 | 【むぎの学校 4限目】ねこってどんな生き物?〜ねこが高いところから落ちても平気なのはなぜ？〜 |
| 2019/11/30 | むぎ(猫)本ニャン解説付き『ねっこほって e.p.』トレイラー                                   |
| 2019/12/06 | 【むぎの学校 5限目】ねこってどんな生き物?〜ねこは何才でオトナ?〜                          |
| 2019/12/13 | 【むぎの学校 6限目】ねこってどんな生き物?〜ねこの睡眠時間1日◯時間?〜                      |
| 2020/01/24 | 【むぎの学校 8限目】楽器紹介〜木琴〜 [前編] - YouTube                                     |
| 2020/01/31 | 【むぎの学校 9限目】楽器紹介〜木琴〜 [後編] - YouTube                                     |
| 2020/01/24 | 【むぎの学校 10限目】楽器紹介〜鉄琴〜 - YouTube                                           |

## 主なライブ

### 出演イベント
- 2017年07月30日 - FUJI ROCK FESTIVAL '17
- 2017年09月24日 - りんご音楽祭2017
- 2017年11月11日 - ビクターロック祭り 番外編 Dog Run Circuit'17
- 2017年11月13日 - SHINJUKU LOFT PRESENTS バッテキ! 第11話
- 2018年01月16日 - HOT STUFF presents Ruby Tuesday 28
- 2018年03月11日 - HIROSHIMA MUSIC STADIUM-ハルバン-'18
- 2018年05月11日 - SHINJUKU LOFT KABUKI-CHO 19TH ANNIVERSARY 「バッテキ!スペシャル!編」
- 2018年05月13日 - CONNECT歌舞伎町MUSIC FESTIVAL 2018
- 2018年05月26日 - Shimokitazawa SOUND CRUISING 2018
- 2018年06月02日 - SAKAE SP-RING 2018
- 2018年06月10日 - OKINAWAまつり in 代々木公園 2018
- 2018年06月16日 - 21世紀FUKUOKA!
- 2018年07月15日 - 篠島フェス 2018
- 2018年08月11日 - RISING SUN ROCK FESTIVAL 2018 in EZO
- 2018年09月22日 - りんご音楽祭2018
- 2018年10月06日 - MINAMI WHEEL 2018
- 2018年11月18日 - Schroeder-Headz Release Tour 2018「HALSHURA」OKINAWA 編
- 2019年03月02日 - 木彫り動物大集合 はしもとみおの世界展 での音楽ライブ [出演者：猫町おんがく隊（むぎ(猫)、近藤研二、山田稔明]（東大阪市「東大阪市民美術センター」）
- 2019年03月10日 - Output 7th ANNIVERSARY SPECIAL LIVE
- 2019年03月16日 - ビクターロック祭り2019
- 2019年03月23日 - IMAIKE GO NOW 2019
- 2019年05月03日 - FM802 HOLIDAY SPECIAL JIM BEAM PRESENTS FUNKY MARKET SPECIAL
- 2019年05月08日 - 「ええじゃないか歌舞伎町」
- 2019年06月02日 - SAKAE SP-RING 2019
- 2019年09月22日 - 猫町フェス2019（吉祥寺「スターパインズカフェ」）
- 2019年09月29日 - りんご音楽祭2019
- 2019年10月20日 - 猫町フェスWEST（京都市「紫明会館」）
- 2019年12月27日 - FM802 ROCK FESTIVAL RADIO CRAZY 2019
- 2020年01月24日 - 永原真夏 新体制お披露目ツアー「おはよう世界」
- 2020年03月21日 - SANUKI ROCK COLOSSEUM 2020 - 中止[11]
- 2020年04月25日 - 猫町フェスOKINAWA2020 - 中止[11]。代わりに当日ツイキャスにて出演者（むぎ(猫)、近藤研二、山田稔明、伊藤健太、イトケン）による無料配信イベントを開催。
- 2020年09月27日 - りんご音楽祭2020
- 2021年05月16日 - ACO CHiLL CAMP 2020-2021
- 2021年10月10日 - FM802 MINAMI WHEEL 2021
- 2022年03月20日 - SANUKI ROCK COLOSSEUM 2022
- 2022年04月22日 - ATTACK FROM LIVEHOUSE
- 2022年07月31日 - 水曜日のカンパネラ 対バンツアー2022 ～Neo poem～
- 2022年08月20日 - 猫町フェス2022－海辺のキャラバン（神戸市「海辺のポルカ」）
- 2022年08月21日 - 猫町フェス2022 in はつかいち ～夕凪キャラバン　オンガクの生まれるところ（廿日市市「ウッドワンさくらぴあ　小ホール」）
- 2022年09月25日 - りんご音楽祭2022
- 2022年10月10日 - Eggs presents FM802 MINAMI WHEEL 2022
- 2023年05月03日 - OKINAWA FES.
- 2023年05月13日 - きいやま商店 × むぎ(猫) Output11thツーマンライブ2023
- 2023年05月20日 - 猫町フェスOKINAWA（昼夜2回公演）（那覇市「桜坂劇場ホールB」）
- 2023年06月11日 –　あいうえ音楽会リボーンズ（京都　コーヒーハウス拾得）
- 2023年06月25日 –　ネコ市ネコ座2023（東京ドームシティ　ギャラリーアーモ）
- 2023年08月6日 –　 ネコ市ネコ座2023@名古屋吹上ホール
- 2023年08月11日 –　テンブスファミリーフェスわらゆん　vol.3 （那覇市ぶんかテンブス館）
- 2023年08月27日 –  第37回　0歳児からのコンサート（ロイヤルホテル沖縄残波岬プレシャスホール）
- 2023年11月18日 – ネコ市ネコ座2023@神戸KITTO（デザイン・クリエイティブセンター神戸）
- 2024年2月17日 –  ちよだ猫祭り2024
- 2024年2月18日 –　ねこ猫マーケットvol.3 in 糸満市場いとま～る（糸満市場いとま～る）
- 2024年2月23日 –　SHIOYA BAY SOUNDS 2024（沖縄　大宜味村立旧塩屋小学校校庭）
- 2024年3月10日 –  Output LAUGH PROJECTアベンジャーズ　SPECIAL Output～桜坂劇場　サーキット祭
- 2024年3月23日 – ラ・ライブVol.1～能の舞台は、猫まるけ。～（名古屋能楽堂）
- 2024年5月9日 – 大人のお遊戯会（ケロポンズとの共演）（吉祥寺star pine’s café）
- 2024年6月14日 – イヌガヨLIVE IN OKINAWA2024　「イヌガヨ8年ぶりだョ！全員集合ツアー」
- 2024年6月23日 – 琉球魂　2024 VOL.21　平和～沖縄から放った言葉、ウクライナから届いた真実（那覇OUTPUT）
- 2024年7月14日 – 0歳児からのコンサートinなはーと（那覇芸術文化劇場なはーと小劇場）
- 2024年7月21日 – あいうえ音楽会2024（京都　コーヒーハウス拾得）
- 2024年7月23日 – LOFT HEAVEN 6ｔｈ　ANNIVERSARY＆新宿LOFT歌舞伎町移転25周年記念共同企画「LOFT HEAVEN 6ｔｈ　ANNIVERSARY　2MAN SHOW」（HONEBONEとの共演）（渋谷　LOFT HEAVEN）
- 2024年7月27日 – FUJI ROCK FESTIVAL
- 2024年8月3日 – ラ・ライブVol.2～みんな、夏まれ！サカエ天国へ～（渡辺美奈代との共演）（愛知県芸術劇場小ホール）
- 2024年8月25日 –　KISSA BOOKS主催「はしもとみお巡回展　いきものたちの物語」（大牟田市ともだちや絵本美術館）
- 2024年9月14日 – ケモノとひと時音楽祭　阪神・淡路大震災復興祈念（神戸　オルビスホール）